# Alma McClelland
Alma McClelland (1º ottobre 1921 – 18 luglio 2000) è stata una giocatrice di poker statunitense.
Alle WSOP 1989 ha vinto il braccialetto nel $500 Ladies Event Limit Seven Card Stud.
Le sue vincite totali nei tornei live superano i $63 960

## Braccialetti WSOP
| Anno | Torneo                          | Premio  |
| ---- | ------------------------------- | ------- |
| 1989 | $500 Ladies - Limit 7 Card Stud | $18 600 |